# Maria Mittet
Maria Haukaas Mittet, född Maria Haukaas Storeng 3 augusti 1979 i Finnsnes i Troms fylke, Norge, är en norsk sångerska. Hon är gift med skådespelaren Hans Marius Hoff Mittet och är idag bosatt i Oslo. De båda har uppträtt tillsammans i musikalerna Fame och Hair.

## Karriär
Redan som femåring gjorde hon sitt första framträdande. Det var på sin storebror Andrés huskonsert vid Lenviks Musikskola (Norge).
Storeng blev känd i sitt hemland när hon kom på en sjätte plats i talangprogrammet Idol i norska TV2 2004. Hon var förhandsfavorit men blev överraskande utröstad i det sjunde programmet. I september samma år debuterade hon som soloartist med singeln "Breathing", vilken som högst låg på femteplats på den norska VG-listan. I januari 2005 kom den andra singeln "Should've" och albumet Breathing.
Hon har medverkat i en rad musikaler, såsom Trollkarlen från Oz, Fame och Hair. Hon har även lånat sin röst till olika tecknade filmer, då de översatts till norska, däribland Shrek den tredje.

### Eurovision Song Contest 2008

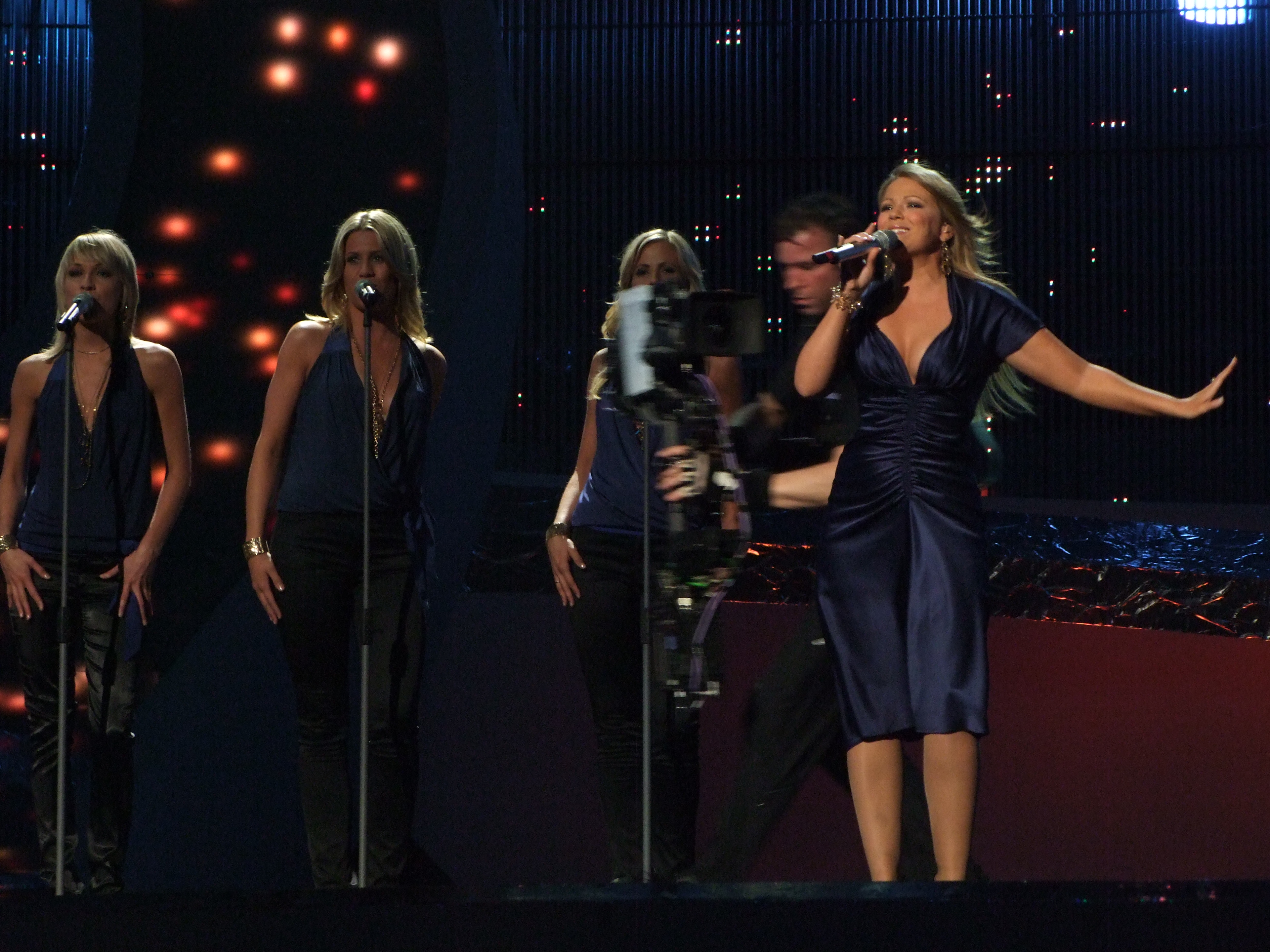
Maria Mittet under semifinalen i Eurovision Song Contest 2008.

Storeng representerade Norge i Eurovision Song Contest 2008 med låten "Hold On Be Strong", som Mira Craig har producerat. Låten tävlade i den första semifinalen tisdagen 20 maj där hon var ett av de tio bidrag som gick vidare till final. I finalen kom hon på femte plats, vilket var bäst av de nordiska bidragen det året.

### Melodifestivalen 2009
Den 9 december 2008 blev det klart att Mittet ställde upp med melodin "Killing Me Tenderly" i den svenska Melodifestivalen 2009 tillsammans med Anna Sahlene. Låten skrevs av Amir Aly, Henrik Wikström och Tobbe Petersson, men slogs dock ut från deltävling 4 i Malmö Arena den 28 februari 2009.

### Norsk Melodi Grand Prix 2010
2010 tävlade Maria Haukaas Storeng i Norge, dock blev hon inte representant för Norge i Eurovision Song Contest.

## Diskografi

### Album
Som Maria
- 2005 – Breathing
- 2008 – Hold On Be Strong

Som Maria Haukaas Storeng
- 2010 – Make My Day

Som Maria Haukaas Mittet
- 2011 – Lys imot mørketida (med Oslo Gospel Choir)
- 2014 – Heim

### Singlar
- 2004 – "Breathing"
- 2004 – "Should've"
- 2006 – "Nobody Knows"
- 2008 – "Hold On Be Strong"
- 2009 – "Kviskre ei bønn" (med Oslo Soul Children)
- 2009 – "Killing Me Tenderly" (med Anna Sahlene)
- 2010 – "Precious to Me" (med Måns Zelmerlöw)
- 2010 – "Extra Mile"
- 2010 – "You Make My Day"
- 2011 – "Glorious" (officiell VM-sång vid skid-VM 2011)